# Odisszeusz
Az Odisszeusz görög eredetű mitológiai név, Odüsszeusz nevéből származik, valószínű jelentése: dühös

## Rokon nevek
- Ulisszesz:[1] az Odüsszeusz nevének latin Ulysses formájából ered.[3]

## Gyakorisága
Az 1990-es években az Odisszeusz és az Ulisszesz szórványos név, a 2000-es években nem szerepelnek a 100 leggyakoribb férfinév között.

## Névnapok
Odüsszeusz, Ulisszesz
- január 2.[2]

## Híres Odisszeuszok, Ulisszeszek
- Odüsszeusz, görög mondai hős